# Rüdiger Reiche
Rüdiger Reiche   (Querfurt, 27 de març de 1955) és un remer alemany, ja retirat, que va competir sota bandera de la República Democràtica Alemanya durant les dècades de 1970 i 1980.
Reiche s'inicià en l'atletisme, però el 1970 passà a practicar el rem. El 1973 guanyà una medalla de plata en la prova de scull individual del campionat del món júnior.
El 1976 va prendre part en els Jocs Olímpics d'Estiu de Mont-real, on guanyà la medalla d'or en la competició del quàdruple scull del programa de rem. Formà equip amb Wolfgang Guldenpfennig, Karl-Heinz Bußert, Michael Wolfgramm.
En el seu palmarès també destaquen vuit medalles al Campionat del Món de rem, dos d'or, cinc de plata i una de bronze, entre el 1974 i 1985. A nivell nacional va guanyar deu campionats de l'Alemanya de l'Est entre 1974 i 1985: tres en el quàdruple scull (1974, 1980 i 1985), tres en el doble scull (1977, 1980 i 1984) i quatre en scull individual (1978, 1979, 1982 i 1984).